# Anagrus spiritus
Anagrus spiritus är en stekelart som beskrevs av Girault 1911. Anagrus spiritus ingår i släktet Anagrus och familjen dvärgsteklar. Inga underarter finns listade i Catalogue of Life.